# Denise Levertov

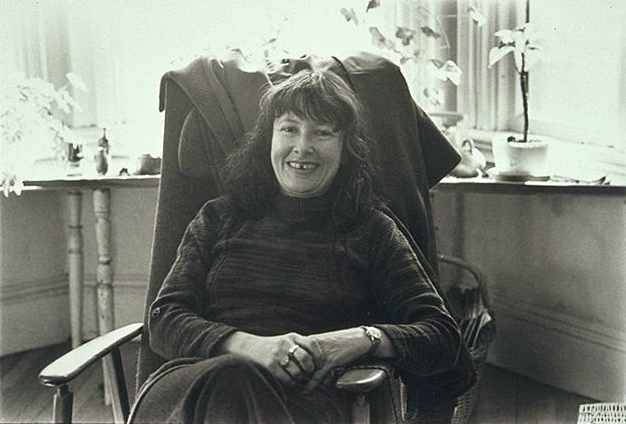
Denise Levertov

Denise Levertov (* 24. Oktober 1923 in Ilford, Essex, England; † 20. Dezember 1997 in Seattle, USA) war eine US-amerikanische Dichterin russisch-walisischer Abstammung.

## Leben
Denise Levertov war die Tochter einer walisischen Mutter und des russischen Priesters der anglikanischen Kirche Paul Philip Levertoff, der vom Judentum konvertiert war. Sie erhielt ihre schulische Ausbildung durch Privatunterricht.
Nachdem sie 1946 mit The Double Image ihren ersten Gedichtband herausgegeben hatte, emigrierte sie 1948 in die USA und veröffentlichte dort regelmäßig weitere Gedichtsammlungen. Ihre Verbundenheit mit den Dichtern der sogenannten Black Mountain-Bewegung wie Charles Olson und William Carlos Williams war offenkundig, wobei ihr eigener Schreibstil unverkennbar war.
Nach der Veröffentlichung von With Eyes at the Back of Our Heads (1959) wurde sie 1961 Redakteurin für Gedichte bei der Zeitschrift The Nation. 1963 nahm sie neben Charles Olson, Allen Ginsberg, Robert Duncan, Margaret Avison und Philip Whalen an einer von Warren Tallman organisierten Lyrik-Konferenz teil. In der Folgezeit äußerte sie sich zu zahlreichen Themen wie zum Vietnamkrieg und Feminismus und auch ihre Gedichte befassten sich mit ähnlichen Fragestellungen. So unternimmt sie, gemeinsam mit der Schriftstellerin Muriel Rukeyser, eine inoffizielle Friedensmission nach Hanoi, um gegen den Vietnamkrieg zu demonstrieren.
Zu ihren bekannteren späteren Gedichtbänden gehörten Relearning the Alphabet (1970), Footprints (1972) and Evening Train (1992). Darüber hinaus veröffentlichte sie 1992 mit New and Selected Essays eine Sammlung von Essays zu verschiedenen Themen. Mit dem Dichter Robert Duncan führte sie einen mehrjährigen Briefwechsel.
1980 wurde sie in die American Academy of Arts and Letters gewählt. 1990 wurde sie mit der Frost Medal der Poetry Society of America geehrt.

## Veröffentlichungen

### 1946 bis 1969
- The double image, 1946
- Here and now, 1957
- With eyes at the back of our heads, 1958
- Overland to the Islands, 1958
- 5 Poems, 1958
- The Jacob's ladder, 1961
- O taste and see, 1962
- City psalm, 1964
- The Sorrow Dance, 1966
- Denise Levertov, Kenneth Rexroth, William Carlos Williams, 1967
- Out of the war shadow, 1967
- The Cold Spring & Other Poems, 1968
- A Marigold from North Viet Nam, 1968
- A tree telling of Orpheus, 1968
- Three poems, 1968
- In the night, 1968
- Embroideries, 1969

### 1970 bis 1989
- Summer poems, 1969, 1970
- To the reader, 1970
- A new year's garland for my students, 1970
- Relearning the Alphabet, 1970
- To Stay Alive, 1971
- Footprints, 1972
- The poet in the world, 1973
- Conversation in Moscow, 1973
- The Poet in the World, 1973
- April in Ohio, 1973
- The Freeing of the Dust, 1975
- Chekhov on the West Heath, 1977
- Modulations for solo voice, 1977
- Life in the forest, 1978
- Denise Levertov: In Her Own Province, 1979
- Collected Earlier Poems 1940-1960, 1979
- Living, 1980
- Mass for the day of St. Thomas Didymus, 1981
- Light Up the Cave, 1981
- A Wanderer's Daysong, 1981
- Candles in Babylon, 1982
- Poems, 1983
- Two poems, 1983
- The Acolyte, 1984
- Oblique Prayers, 1984
- The Menaced World, 1985
- Poems 1968-1972, 1987
- Breathing the water, 1987
- A Door in the Hive, 1989

### 1990 bis 1997 und posthume Veröffentlichungen
- El paisaje interior, 1990
- Evening train, 1992
- New & Selected Essays, 1992
- Tesserae, 1995
- Sands of the well, 1996
- Nine poems, 1996
- Batterers, 1996
- Feet, 1997
- The Stream & the Sapphire, 1997
- The Life Around Us, 1997
- Conversations with Denise Levertov, 1998
- The Letters of Denise Levertov and William Carlos Williams, 1998
- This Great Unknowing, 1999
- Poems 1972-1982, 2001
- Making Peace, 2002

in deutscher Sprache
- Mit Augen an unserm Hinterkopf, Tschudy-Verlag, St. Gallen 1961
- Aus parallelen Welten, AltaQuito-Verlag, Göttingen 1998
- Jenseits des Feldes, AltaQuito-Verlag, Göttingen 2001
- Luftspiegelung, AltaQuito-Verlag, Göttingen 2010
- Modulationen für Solostimme, AltaQuito-Verlag, Göttingen 2010
- Der Trauertanz, Stadtlichter Presse, Wenzendorf 2013

## Hintergrundliteratur
- L. Wagner: Denise Levertov, 1967
- Robert Alfred Jump Wilson: A bibliography of Denise Levertov. Compiled by Robert A. Wilson, New York 1972
- Peter Middleton: Revelation and revolution in the poetry of Denise Levertov, 1981
- William Slaughter: The imagination's tongue. Denise Levertov's poetic, Portree 1981
- Liana Sakelliou-Schultz: Denise Levertov, 1988
- Gudrun M. Grabher: Das lyrische Du : Du-Vergessenheit und Möglichkeiten der Du-Bestimmung in der amerikanischen Dichtung, Habilitation Universität Innsbruck 1988, ISBN 3-533-04144-1
- Ulfried Reichardt: Innenansichten der Postmoderne : zur Dichtung John Ashberys, A. R. Ammons', Denise Levertovs und Adrienne Richs, Dissertation Freie Universität Berlin 1988, ISBN 3-88479-547-3
- Hannelore Möckel-Rieke: Fiktionen von Natur und Weiblichkeit : zur Begründung femininer und engagierter Schreibweisen bei Adrienne Rich, Denise Levertov, Susan Griffin, Kathleen Fraser und Susan Howe, Dissertation, Ruhr-Universität Bochum 1989, ISBN 3-922031-34-X
- Donald Capps: The poet's gift: toward the renewal of pastoral care, Louisville 1993
- Murray Bodo: Poetry as prayer, Boston 2001
- Robert J. Bertholf, Albert Gelpi (Hrsg.): The letters of Robert Duncan and Denise Levertov, Stanford University Press, 2004, ISBN 0-8047-4568-4
- Sue Yore: The mystic way in postmodernity : transcending theological boundaries in the writings of Iris Murdoch, Denise Levertov and Annie Dillard, 2009, ISBN 978-3-03911-536-5